# Challenger de Numea 2020
El Challenger de Numea de 2020, conocido por motivos de patrocinio como BNP Paribas de Nouvelle-Calédonie 2020, fue un evento de tenis de categoría challenger disputado del 6 al 12 de enero de 2020. Se trata de la decimoséptima versión del torneo, parte de la temporada 2020 del circuito Challenger, y se disputó en pista dura en la ciudad de Numea, Nueva Caledonia. La competencia repartió un total de $ 81 240 en premios y entregó 90 puntos ATP al vencedor.

## Distribución de puntos
| Modalidad    | Campeón | Finalista | Semifinales | Cuartos de final | 3ª ronda | 2ª ronda | 1ª ronda | Clasificados | 1ª ronda de clasificación |
| Individuales | 90      | 55        | 33          | 17               | 8        | 5        | 0        | 0            | -                         |
| Dobles       | 90      | 55        | 33          | 17               | -        | -        | 0        | 0            | -                         |

## Participantes en individuales

### Cabezas de serie
| Favorito | País                    | Jugador                 | Ranking | Posición en el torneo |
| -------- | ----------------------- | ----------------------- | ------- | --------------------- |
| 1        | Bandera de Argentina    | Federico Delbonis       | 76      | Segunda ronda         |
| 2        | Bandera de España       | Roberto Carballés Baena | 80      | Segunda ronda         |
| 3        | Bandera de Australia    | James Duckworth         | 100     |                       |
| 4        | Bandera de Japón        | Yūichi Sugita           | 103     | Finalista             |
| 5        | Bandera de Italia       | Thomas Fabbiano         | 114     | Tercera ronda         |
| 6        | Bandera de Australia    | Christopher O'Connell   | 119     | Tercera ronda         |
| 7        | Bandera de Argentina    | Federico Coria          | 120     | Tercera ronda         |
| 8        | Bandera de Argentina    | Facundo Bagnis          | 137     | Segunda ronda         |
| 9        | Bandera de Eslovaquia   | Martin Kližan           | 141     | Cuartos de final      |
| 10       | Bandera de Italia       | Federico Gaio           | 152     | Segunda ronda         |
| 11       | Bandera del Reino Unido | Jay Clarke              | 154     | Segunda ronda         |
| 12       | Bandera de Alemania     | Cedrik-Marcel Stebe     | 165     | Semifinales           |
| 13       | Bandera de Dinamarca    | Mikael Torpegaard       | 168     | Segunda ronda         |
| 14       | Bandera de España       | Pedro Martínez          | 170     | Segunda ronda         |
| 15       | Bandera de Alemania     | Yannick Hanfmann        | 172     | Tercera ronda         |
| 16       | Bandera de Egipto       | Mohamed Safwat          | 175     | Segunda ronda         |

- Se ha tomado en cuenta el ranking del 16 de diciembre de 2019.[1][2]

### Otros participantes
Los siguientes jugadores recibieron una invitación (wild card), por lo tanto ingresan directamente al cuadro principal (WC):
- Hugo Gaston
- Harold Mayot
- Alexandre Müller
- Holger Vitus Nødskov Rune
- Colin Sinclair

Los siguientes jugadores entraron en el cuadro principal usando ranking protegido (PR):
- Blaž Kavčič
- Maximilian Marterer

Los siguientes jugadores entraron al cuadro principal como suplentes (Alt):
- Zdeněk Kolář

Los siguientes jugadores entraron al cuadro principal tras disputar las clasificaciones (Q):
- Thai-Son Kwiatkowski
- Ji-sung Nam

## Participantes en dobles

### Cabezas de serie
| Favoritos | Tenistas                        | Ranking | Posición en el torneo |
| 1         | Romain Arneodo Hugo Nys         | 140     | Primera ronda         |
| 2         | André Göransson Sem Verbeek     | 239     | Semifinales           |
| 3         | Ji Sung Nam Min Kyu Song        | 247     | Primera ronda         |
| 4         | Luca Margaroli Andrea Vavassori | 275     | Finalistas            |

### Otros participantes
Las siguientes parejas recibieron una invitación (wild card), por lo tanto ingresan directamente al cuadro principal (WC):
- Hugo Gaston /  Harold Mayot
- Jay Clarke /  Hugo Grenier
- Elliot Benchetrit /  Enzo Couacaud

Las siguientes parejas entraron en el cuadro principal usando ranking protegido (PR):
- Blaž Kavčič /  Mohamed Safwat

## Campeones

### Individual Masculino
- Jeffrey John Wolf  derrotó en la final a  Yūichi Sugita por 6-2, 6-2

### Dobles Masculino
- Andrea Pellegrino /  Mario Vilella Martínez derrotaron en la final a  Luca Margaroli /  Andrea Vavassori por 7–6 (1), 3–6, [12–10]